# Julij Andreevič Fajt
Julij Andreevič Fajt, in russo Юлий Андреевич Файт? (Mosca, 27 marzo 1937 – Mosca, 4 luglio 2022), è stato un regista russo.

## Filmografia parziale

### Regista
- Poka front v oborone (1964)
- Mal'čik i devočka (1966)
- Marka strany Gondelupy (1977)
- Pograničnyj pёs Alyj (1979)